# Michelle Renaud
Michelle Renaud  (Mexikóváros, Mexikó, 1988. szeptember 9. –) mexikói színésznő.

## Élete és pályafutása
1988. szeptember 9-én született Mexikóvárosban. Karrierjét 2004-ben kezdte a Rebelde című sorozatban, Michelle szerepében. 2009-ben a Camaleonesben Betina Montenegro szerepét kapta meg, 2010-ben a Llena de amor című sorozatban Lorenát alakította.
2011-ben szerepelt a Ni contigo ni sin ti című telenovellában, ahol Conyt játszotta. 2012-ben megkapta Alba María szerepét a La mujer del Vendavalban Ariadne Díaz, José Ron, Chantal Andere és Patricio Borghetti mellett. 2014-ben az El color de la pasiónban a fiatal Rebecát alakította. Ugyanebben az évben főszerepet kapott a La sombra del pasado című telenovellában.
2016-ban bejelentette, hogy első gyermekével terhes.

## Filmográfia

### Telenovellák
| Év          | Cím                   | Magyar Cím              | Szerep                                 | Magyarhang         |
| ----------- | --------------------- | ----------------------- | -------------------------------------- | ------------------ |
| 1992        | Ángeles sin paraíso   |                         | Karla Rodriguez                        |                    |
| 2004 - 2006 | Rebelde               |                         | Michelle Pineda                        |                    |
| 2009        | Camaleones            |                         | Bettina Montenegro                     |                    |
| 2010        | Llena de amor         |                         | Lorena Fonseca                         |                    |
| 2011        | Ni contigo ni sin ti  |                         | Concepción "Cony" Chamorro de Garnica  |                    |
| 2012 - 2013 | La mujer del Vendaval |                         | Alba María del Sagrario Morales Aldama |                    |
| 2014        | El color de la pasión | A szenvedély száz színe | Rebeca Murillo (fiatal)                | Sallai Nóra        |
| 2014 - 2015 | La sombra del pasado  | A múlt árnyéka          | Aldonza Alcocer Lozada                 | Bogdányi Titanilla |
| 2015 - 2016 | Pasión y poder        | Szeretned kell!         | Regina Montenegro                      | Sallai Nóra        |

## Díjak és jelölések
TVyNovelas-díj
| Év   | Kategória                | Telenovella           | Eredmény |
| ---- | ------------------------ | --------------------- | -------- |
| 2014 | Legjobb fiatal színésznő | La Mujer del Vendaval | Jelölve  |
| 2015 | Legjobb fiatal színésznő | El color de la pasión | Jelölve  |